# Карпова, Софья Николаевна
Софья Николаевна Карпова (род. 1920) — советская учёный-психолог, доктор психологических наук (1971), профессор (1973).

## Биография
Родилась 4 ноября 1920 года в селе Коротояк Воронежской губернии, ныне Острогожского района Воронежской области.
Участвовала в Великой Отечественной войне, была на фронте с 1942 по 1945 год, воевала в составе 1740-го зенитно-артиллерийского полка Московской армии ПВО.
В 1950 году окончила филологический факультет Московского государственного университета им. М. В. Ломоносова, в 1954 году — аспирантуру философского факультета МГУ. В 1954 году защитила кандидатскую диссертацию на тему «Развитие осознания словесного состава речи в дошкольном возрасте», в 1971 году — докторскую диссертацию на тему «Осознание словесного состава речи дошкольниками».
По окончании аспирантуры и по 1992 год работала в Московском государственном университете: ассистент (1954), старший преподаватель (1959), доцент (1964), профессор (1972), заведующий кафедрой возрастной психологии факультета психологии МГУ (1983—1989). Читала общий курс «Возрастная психология» и спецкурс «Развитие речи в онтогенезе». После 1992 года являлась профессором-консультантом и учёным секретарём совета факультета психологии.

## Научная деятельность
Область научных интересов С. Н. Карповой: психология развития речи и мышления, моральное развитие личности, изучение закономерностей речевого онтогенеза в детском возрасте, развитие речи ребёнка в контексте психологической готовности к школе, формирование профессиональной направленности.
Автор ряда научных трудов, в их числе:
- Осознание словесного состава речи дошкольниками. М.: Изд-во МГУ, 1967;
- Актуальные проблемы возрастной психологии. М.: Изд-во МГУ, 1978 (в соавт. с П. Я. Гальпериным, А. В. Запорожцем);
- Особенности ориентировки на слово у детей. М.: Изд-во МГУ, 1978 (в соавт. с И. Н. Колобовой);
- Игра и нравственное развитие дошкольников. М.: Изд-во МГУ, 1986 (в соавт. с Л. Г. Лысюк);
- Психология речевого развития ребёнка. Ростов н/Д: Изд-во Рост. ун-та, 1987 (в соавт. с Э. Труве).

## Награды
Была награждена орденом Отечественной войны II степени и медалями, в числе которых «За победу над Германией в Великой Отечественной войне 1941—1945 гг.».